# Nikos Engonopoulos
Nikos Engonopoulos (en griego: Νίκος Εγγονόπουλος (21 de octubre de 1907 – 31 de octubre de 1985) fue un pintor y poeta griego moderno. Es uno de los miembros más importantes de la generación griega de los años 1930, así como el representante más importante del movimiento surrealista en Grecia. Su obra como escritor también incluye crítica y ensayos.

## Biografía
Nikos Engonopoulos nació en Atenas en 1907  y fue el segundo hijo Panaghiotis y Errietti (Enriqueta) Engonopoulos. Durante el verano de 1914, cuando la familia de Nikos Engonopoulos se fue de viaje a Constantinopla su familia fue obligada a asentarse allí debido al estallido de la Primera Guerra Mundial. En 1923, se matriculó en un liceo de París, donde estudió durante cuatro años. Tras su regreso a Grecia sirvió como recluta en el primer regimiento de infantería. Más tarde trabajó como traductor en un banco y como secretario en la Universidad de Atenas. En 1930 se encargó a Engonopoulos el departamento de urbanismo del ministerio griego de obras públicas.
En 1932 se incorporó a la Escuela de Bellas Artes de Atenas, donde estudió bajo la supervisión de  Konstantinos Parthenis. Tamblén asistió a clases del estudio artístico de Photios Kontoglou. Durante esa época conoció a importantes artistas, como el poeta Andreas Embirikos y pintores como Yannis Tsarouchis, Giorgio de Chirico y Yannis Moralis.
Sus primeras pinturas, principalmente témperas sobre papel representaban casas, y fueron presentadas en una exposición de arte tradicional griego moderno, organizada en enero de 1938. Poco después de la exposición, publicó traducciones de poemas de Tristan Tzara, que fueron publicadas en febrero. Unos meses después se publicó su primera colección de poemas, (No distraigan al conductor) Seguida de una segunda (El clavicémbalo del silencio) al año siguiente. Sobre todo es considerado uno de los mejores poetas surrealistas de Grecia.
Su primera exposición individual se celebró en 1939. Tres años después, finalizó su poema largo más popular: Bolívar, un poema Griego, inspirado en el libertador Simón Bolívar y publicado en 1944. El poema también fue publicado en forma de canción en 1968, con música compuesta por Nikos Mamangakis. 
Murió de un ataque al corazón en 1985.